# Omar Lkhorf
Omar Lkhorf, surnommé Suarez, né en 1990 à Amsterdam (Pays-Bas), est un criminel néerlandais d'origine marocaine spécialisé dans le trafic de drogue et les assassinats dans le conflit Mocro-oorlog.
Omar Lkhorf est un criminel membre de l'organisation Benaouf. À la suite de l'arrestation de ce dernier et l'assassinat de son grand frère Youssef Lkhorf en 2012 à Amsterdam, il reprend l'organisation en main et commandite plusieurs tueurs à gages contre l'organisation de Gwenette Martha. Il assassine deux hommes de Gwenette Martha et rate trois autres cibles.
Arrêté à Bruxelles le 5 juillet 2017, il est condamné à perpétuité à l'âge de 28 ans et est incarcéré dans la prison de Zutphen aux Pays-Bas. À la suite de son arrestation, Abdelhamid Aït Ben Moh reprend l'organisation en main.
Le 19 janvier 2020, il tente de s'évader de la prison à l'aide d'un commando français. Il est pour cette raison transféré dans la prison de Vught, soit, la plus sécurisée des Pays-Bas où sont également incarcérés Ridouan Taghi et Mohammed Bouyeri.

## Biographie

### Enfance
Omar Lkhorf naît à Amsterdam dans une famille marocaine de douze enfants. Omar est connu des services de police pour plusieurs faits : cambriolages, vol et recel. En 2010, il est inculpé pour trafic d'armes. Malgré ces faits de déliquances, Omar Lkhorf est un élève studieux à l'Université d'Amsterdam et est occupé à sa deuxième année d'études pour devenir assistant social. En 2012, son frère Youssef Lkhorf est assassiné par l'organisation de Gwenette Martha dans le quartier de Staatsliedenbuurt à Amsterdam. Omar met un terme aux études et intègre le réseau de son cousin Houssine Ait Soussan, ayant pour but d'abattre le tueur de Youssef Lkhorf. Il devient tueur à gages et passe à l'action plusieurs fois à l'encontre de l'organisation rivale.

### Mocro-oorlog
- Le 29 décembre 2012, son frère Youssef Lkhorf, également actif dans l'organisation Benaouf, est assassiné avec Saïd El Yazidi à Staatsliedenbuurt [3] ;
- Le 12 juillet 2014, Stefan Eggermont est assassiné au bord de sa Fiat Punto à Amsterdam. La cible principale était Omar Lkhorf.
- En été 2015, Naoufal Fassih est victime d'une tentative d'assassinat à Berlin en Allemagne. Quatre ans plus tard, les trois auteurs sont condamnés à 30 ans de prison pour avoir tué Djordy Latumahina, pensant qu'il s'agissait de Noffel[4]. Les auteurs ont été arrêtés à la suite de messages PGP déchiffrés par les autorités néerlandaises. Une prime d'un million d'euros était placé sur la tête de Noffel[5]. Le criminel Omar Lkhorf aurait commandité cette tentative d'assassinat ;
- Le 7 novembre 2015, Eaneas Lomp, un membre de l'organisation de Gwenette Martha, est assassiné à Krommenie par Omar Lkhorf et son bras droit Hicham B.[6] ;
- Le 21 novembre 2015, il envoie deux tueurs à gages (Don M. et Frans H.) pour abattre les frères Chahid et Chafik Yakhlaf dans un bar de chicha à Utrecht. Les deux criminels parviendront à s'enfuir. L'organisateur était Omar Lkhorf[7] ;
- Le 31 décembre 2015, Chahid Yakhlaf, l'organisateur de la tuerie de Staatsliedenbuurt, est assassiné par Omar Lkhorf le soir du nouvel an. Omar Lkhorf expliquera plus tard, après son arrestation, à la justice que peu importe sa sentance, il a au moins vengé son frère[8] ;
- Le 3 avril 2016, Omar Lkhorf donne l'ordre d'assassiner Noureddine A. alias Hitler à Amsterdam. Il envoie Mohamed H. et Zakaria Z. pour assassiner le rival en scooter. La victime parvient à s'enfuir[9]. À la suite de messages PGP décryptés par une Université canadienne, les autorités néerlandaises accusent Omar Lkhorf d'être derrière la tentative d'assassinat à la suite de son message : « Je le cherche depuis des années. Ce pédé a organisé la fusillade Staatsliedenbuurt »[10] ;
- Le 11 octobre 2017, il est l'organisateur de la tentative d'évasion de Benaouf de la prison de Ruremonde. Il fait appel à un commando de France pour tenter de faire évader l'ancien chef de l'organisation à l'aide d'un hélicoptère[11] ;

### Arrestation et condamnation
Le 5 juillet 2017, il est arrêté à Bruxelles en Belgique par la police fédérale. Le 11 août 2017, il est transféré aux Pays-Bas.
Le 26 juin 2019, il est condamné à vie avec son bras droit Hamza B. par la justice néerlandaise pour trois assassinats et quatre autres tentatives d'assassinats. Son tueur à gage Mohamed H. est condamné à 30 ans de prison.

### Tentative d'évasion de prison
En 2019, des sources provenant de la presse néerlandaise, indique que Omar Lkhorf figure dans une liste noire avec comme message : "Omar Lkhorf doit être tué dans la salle de prière, dans la maison d'arrêt de Krimpen aan den IJssel". À la suite de cela, il est conduit dans une cellule d'isolement et est transféré dans la prison de Zutphen pour déjouer le plan des anonymes.
Le 19 janvier 2020, un commando français de quatre criminels franco-marocains se rend à la prison de Zutphen pour libérer Omar Lkhorf. En début d'après-midi, un attentat au camion bélier en feu a lieu contre l'entrée de la prison. La prison est endommagée et les quatre complices prennent ensuite la fuite en voiture. Une course poursuite a ensuite lieu avec des échanges de tirs entre les quatre complices et la police. Ils furent tous arrêté sur l'autoroute près de Wehl,. Les quatre complices (., Foulet N., Bilal L. et Hatime O.) sont originaires des banlieues parisiennes.
À la suite de cet incident, Omar Lkhorf est transféré en hélicoptère dans la prison de Vught, soit, la plus sécurisée du pays.

« Je vais bien. On est des hommes entre nous et je suis un lion. Il ne manquait qu'une barrière et ça allait réussir. Je n'ai jamais eu l'intention de faire du mal à qui que ce soit dans cet incident. »

— Déclaration d'Omar Lkhorf après son transfert au Extra Beveiligde Inrichting.

### Ouvrages
Cette bibliographie est indicative.
 : document utilisé comme source pour la rédaction de cet article.
- (nl) Wouter Laumans, Wraak, Overamstel Uitgevers, 2019 (ISBN 978-90-488-3621-5)

 : document utilisé comme source pour la rédaction de cet article.
- (nl) Marijn Schrijver, Mocro Maffia, Lebowskipublishers, 2015, 256 p. (ISBN 978-90-488-2803-6)